# Верхние Карачуры
Ве́рхние Карачуры́ (чув. Мӑн Карачура) — деревня в Аликовском муниципальном округе Чувашской Республики. Входила в состав Ефремкасинского сельского поселения до его упразднения в 2022 году. 

## География
Расположен в северо-восточной части региона на правобережье реки Аба-Сирма. 

## История
В 1862 году открыта в селе Асакасы церковно-приходская школа, с 1876 года — 2-х классное земское училище.

## Население
| 2010 | 2012 |
| ---- | ---- |
| 262  | ↗330 |

## Инфраструктура
МАОУ «Карачуринская ООШ» (основана в 1862 году). Дети подвозятся (в 2018—2019 гг.) из деревень Верхние Карачуры, Нижние Куганары, Верхние Куганары. В 2023 году школа была закрыта в связи с аварийным состоянием кровли и несущих стен. Дети подвозятся в школы сел Яндоба и Аликово.
В 2017 году открыт фельдшерско-акушерский пункт.
В центре деревни расположен двухэтажный кирпичный дом культуры, который в настоящее время активно функционирует.
В деревне есть магазин и пункт почты России.
СХПК «Авангард» (юридический адрес на август 2020: д. Верхние Карачуры, ул. Мира,1).

## Транспорт
Автомобильный транспорт.
Остановка общественного транспорта «Верхние Карачуры». Действует автобусный маршрут «Аликово — Верхние Карачуры» протяженностью 12,6 км